# Телевидение Башкортостана

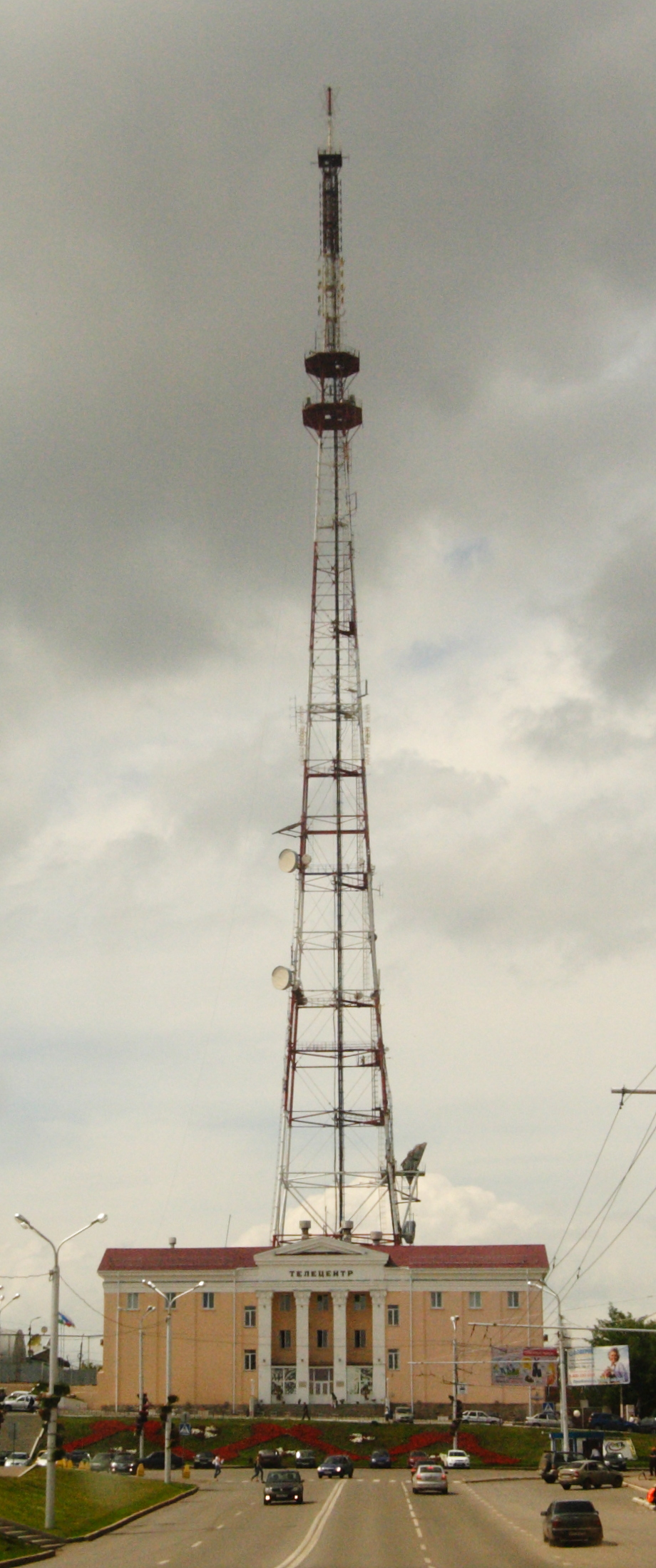
Уфимский телецентр с телевизионной вышкой

Телевидение Башкортостана — комплекс средств телевизионного вещания на территории Республики Башкортостан.

## История
Телевидение в Башкортостане началось со строительства в Уфе телецентра с телевизионной вышкой. Решение об этом было принято в 1956 году постановлением Совета министров Башкирской АССР. Уфимский телецентр с телевизионной вышкой и трёхэтажным зданием был построен на высоком берегу реки Белой к 1959 году. Высота телебашни составила 192 м. Одновременно со строительством телецентра в Уфе была построена радиорелейная линия Уфа — Салават. Первая пробная телевизионная передача на Башкирской студии прошла в новогоднюю ночь с 1958 на 1959 год.
1 марта 1959 года начались регулярные передачи Башкирского телевидения, которые вначале шли три раза в неделю по 2,5 часа в день. Передачи из Уфы принимались также в западных районах Челябинской области.
Для проведения трансляций телевидения в республике с 1959 года было продолжено строительство телевизионных ретрансляторов, и в 1964 году в Башкирской АССР начали работу мощные радиотелевизионные станции в городах Белебее и Салавате, а также девять телетрансляторов малой мощности в городах Нефтекамске, Белорецке, Давлеканово, Кумертау, Октябрьском, Сибае, Учалы, Янауле, селе Красноусольском.
Первоначально телевидение показывало только местные передачи. В 1960 году вступила в строй радиорелейная линия Уфа — Казань, а после сдачи линии Москва — Казань — Свердловск уфимский телецентр подключился к центральному телевидению, и в 1966 году началась трансляция каналов передачи Центрального телевидения. Вначале транслировался только Первый канал. С 1967 года телецентр начал транслировать вторую телевизионную программу из Уфы. Передачи второго канала шли вперемешку с местными передачами. УКВ приставка позволяла смотреть передачи на выбранном зрителем языке.
С 1975 года телевидение Башкортостана стало цветным. Были построены радиорелейные линии Казань — Уфа, Бураево — Караидель, Салават — Учалы. Это позволило охватить телевидением 85 % населения республики.
18 мая 1987 года для жителей Уфы заработал 8-й метровый канал (неофициально именовавшийся как «Третья программа»), предназначенный для трансляции перекрытых местным телевидением передач Второй программы.
В 1992 году Башкирская Студия Телевидения была переименована в Башкирское Телевидение (сокращённо — БТВ). Канал вещал на русском и башкирском языках. Вещал в рамках местного времени РТР и 1-го канала Останкино, в дальнейшем ОРТ. Позднее выходил в эфир и на отдельном 8-м канале. С 2002 года начал вещание исключительно на канале Россия-1.
С 11 февраля 1992 по 12 марта 1995 года на частоте 8-метрового канала вещала первая коммерческая государственная телерадиокомпания «Толпар». После закрытия первые недели эфир шёл под перекрытые местным телевидением передачи РТР, а затем с 24 апреля 1995 года эфирное время стало принадлежать телеканалу НТВ (эфир начинался с 21:00).
С 16 февраля 1993 по 14 февраля 1999 года в Уфе вещала телекомпания «Шарк-ТВ», основанная Булатом Бахтияровым и Флоридом Саттаровым. Вещание осуществлялось совместно с телеканалом «Петербург — Пятый канал», а позже с «ТВ-6». 14 февраля 1999 года «Шарк ТВ», движущийся к банкротству, передал лицензию на вещание совместно с «ТВ-6» телекомпаниям «Столица» (в эфире также вещала как «ТВ-6 Уфа») и «Вся Уфа». С 6 ноября 2003 года частота стала принадлежать исключительно федеральным телеканалам (с 22 июня 2003 по 4 февраля 2007 года — телеканалу Спорт, а в дальнейшем до отключения аналогового вещания — РЕН ТВ), а из местного вещания осталась только телекомпания «Столица», заменённая 5 февраля 2007 года на РЕН ТВ-Уфа.
29 мая 1995 года на месте закрытого канала «Толпар» начала вещание «Студия 3 канал» (сокращённо «3 канал»). Вещание осуществлялось с 17:00 по 21:00, после чего происходил переход вещания на «НТВ». 1 ноября 1999 года «3 канал» изменил название на «БТВ-3», в дальнейшем был переименован в «БТВ». В 1999—2000 годах утреннюю сетку 8-метрового канала занимал «СТС», а ночную — «НТВ», в дальнейшем их всех заменил «ТНТ».
С 27 октября по 2 ноября 1997 года НТВ на 8-м метровом канале транслировался в полноценном эфире с 8 часов утра до 4 часов ночи с вечерними врезками местного 3 канала.
В 2001 году было создано ГУП ТРК «Башкортостан», а на его базе — «Башкирское спутниковое телевидение» (БСТ), передававшее более 50 программ и осуществлявшее кинопоказ.
23 августа 2002 года канал «БСТ» начал вещание на 8-метровой кнопке вместо канала «БТВ». Первой передачей телеканала была интерактивная развлекательная программа «В добрый путь, спутниковый телеканал!».
Спутниковый канал позволил покрыть телевещанием всю площадь Башкортостана, включая горные районы.
20 декабря 1999 года в Уфе на 3-м частотном канале начал вещание МУП «Продюсерский центр „Вся Уфа“». А с 14 октября 2002 года и в дециметровом диапазоне волн (до 2003 года осуществлял эфир с телеканалами «ТВ-6» и «ТВС», затем — с «ТВ Центр»), с 2006 — в кабельных сетях Уфы, с 2009 года работает также в городах Ишимбае, Нефтекамске, Октябрьском, Стерлитамаке.
В 2010 году в Башкортостане началась подготовка к внедрению интерактивного цифрового телевидения.
В 2012 году телепрограммы канала «БСТ» транслировались на территории Республики Башкортостан и Челябинской области при помощи 346 эфирных передатчиков и около 4000 ретрансляторов с мощностью передатчиков от 1 до 5 кВт, транслирующих телевизионные каналы ЦТ и республиканского ТВ.
В Башкортостане насчитывалось около 30 операторов кабельного телевидения, и трансляция канала в сетях кабельного телевидения охватывала 128 тысяч человек по республике и свыше 394 тысяч человек за её пределами.
В том же году вещание телеканала «БСТ» через спутник Intelsat 904 было прекращено, и для трансляции использовался спутник Intelsat 15.
В республике работают: центральное республиканское телевидение из Уфы, Городской телеканал UTV, городские телевизионные кампании (ТК «Салават», «Галстрир»), корпоративное телевидение («Газпром нефтехим Салават»), телевидение учебных заведений (лицей № 1 г. Салавата), молодёжное телевидение.
В здании Уфимского телецентра разместились «Башкирское спутниковое телевидение», «Государственная телевизионная и радиовещательная компания „Башкортостан“», «Радио Башкортостана», радио «Спутник FM», «Радио Юлдаш», телеканал «Россия-Башкортостан».
Республиканское телевизионное вещание производится на трёх языках — русском, башкирском и татарском.

## Телекомпании
- ГТРК «Башкортостан» — самая старейшая телерадиокомпания в регионе. Транслирует передачи для телеканалов Россия-1, Россия-К, Россия-24 и Башкортостан 24, а также на радиостанциях Радио России, Маяк и Вести FM.
- ТРК «Башкортостан» — готовит около 50 программ различных жанров и направлений (политика, экономика, культура и искусство, социальная сфера, развлекательные и др.) на трёх языках.
- Уфа-ТВ — телекомпания, производившая в 1992—1997 годах передачи для ГТРК Башкортостан.
- Вся Уфа — телеканал в Уфе, работает с 1999 года.
- Городской телеканал UTV — телеканал в Уфе, Салавате, Стерлитамаке, Ишимбае, Нефтекамске и Октябрьском.
- Ассоциация молодёжного телевидения в г. Кумертау.
- Медиа-группа «Навигатор» (ООО «Ишимбайское предприятие телерадиовещания и связи „ИТРВ-АРИС“») в г. Ишимбае.
- Телекомпания «Салават» — работает с 1999 года в г. Салавате.
- ООО «Стерлитамакское телевидение» (не работает)
- Стерлитамакское интернет телевидение[14]
- Янаульское телевидение[15] — работает с 1993 года в г. Янауле.

## Телеканалы, прекратившие вещание
- Шарк-ТВ — первый частный канал Республики Башкортостан. Вещал с 1993 по 1999 год совместно с 5 каналом, а затем ТВ-6.
- «Столица» — телеканал, заменивший в 1999 году Шарк-ТВ. Вещал с 1999 по 2006 год, занимаясь ретрансляцией каналов на 3-м частотном канале.
- КТРК «Толпар» — первый уфимский коммерческий телеканал. Вещал с 1992 по 1995 год на 8-метровом частотном канале, сначала по вторникам, а затем в будние дни с 18:00 по 01:00.
- Студия «3 канал» — телеканал, заменивший в 1995 году КТРК Толпар. Вещал с 1995 по 2002 год вначале с 20:05 по 21:00, а затем с 17:00 по 21:00. Был переименован в 1999 году в БТВ-3, а затем в 2000 году — в «БТВ». 23 августа прекратил вещание в связи с запуском канала БСТ.
- РТВ «Первый Рекламный» — телеканал, занимавшийся трансляцией рекламных роликов и афиш. Вещал с 2006 по 2010 год.